# Bahnhof Leibnitz
Der Bahnhof Leibnitz ist der Bahnhof der Gemeinde Leibnitz in der Steiermark.
Der Bahnhof liegt an der Österreichischen Südbahn und ist nach dem Grenzbahnhof Spielfeld-Straß der zweitgrößte Bahnhof der Südsteiermark. Der Bahnhof besitzt sieben Gleise, davon drei Bahnsteigsgleise, zwei Bahnhofsgebäude und ein weiteres, von einem Baubüro der ÖBB Infrastruktur genutztes, Gebäude. Zusätzlich besaß der Bahnhof auch noch eine Lagerhalle, die jedoch im April 2010 abgerissen wurde. Der Bahnhof Leibnitz ist Fernverkehrshalt und S-Bahn-Station der S5 bei der steirischen S-Bahn.
Früher zweigte die knapp 25 Kilometer lange Sulmtalbahn nach Pölfing-Brunn an der Wieserbahn vom Bahnhof Leibnitz ab; sie wurde 1967 eingestellt und 1976 zum Großteil abgetragen.

## Bahnhofsumbau
Der Spatenstich erfolgte am 11. Dezember 2009, im Jänner 2010 wurde mit dem Umbau des Bahnhofs Leibnitz begonnen. Inzwischen wurden zwei Bahnsteigsgleise samt den dazugehörigen Bahnsteigen und den schienengleichen Übergängen abgerissen und durch einen provisorischen Mittelbahnsteig mit Überführung ersetzt. In weiterer Folge soll die Gleisanzahl weiter reduziert werden und ein neuer endgültiger Mittelbahnsteig inklusive Überdachung und Personentunnel eingerichtet werden.
Nach früheren Planungen hätte das bestehende Bahnhofsgebäude saniert und per Flugdach mit dem angrenzenden Nebengebäude verbunden werden sollen. Bei einer Planungsänderung, welche am 18. Oktober 2010 publiziert worden ist, wurde jedoch der Abbruch und Neubau des Bahnhofsgebäudes beschlossen, welcher auch die Neugestaltung des Busbahnhofs sowie die des Bahnhofsvorplatzes beinhaltet. Die Gesamtbaukosten erhöhen sich von ursprünglich geplanten 82 Millionen Euro um 5,5 Millionen Euro auf nunmehr mindestens 87,5 Millionen Euro. Die Fertigstellung war für Ende 2012 geplant.
Im Rahmen des Bahnhofsumbaus soll weiter eine Eisenbahnkreuzung aufgelassen und durch eine Unterführung ersetzt werden. Diese Unterführung ist umstritten. 2004 wurde diese als einzig möglich bezeichnete Planung der Bevölkerung vorgestellt. Diese wurde 2009 von namhaften Experten im Zuge eines Workshops der TU Wien aus städteplanerischer Sicht kritisiert. Anfragen einer privaten Initiative, um eine direkte Variante zu überprüfen, gab es ab 2004, mit Verweis auf neu gebaute Unterführungen ab 2009. Von den politischen Parteien in Leibnitz (SPÖ, Bürgerforum Leibnitz, Grüne) und den örtlichen Medien wurde ausführlich darüber berichtet.

## Verkehr
Die S-Bahn-Linie nach Graz Hauptbahnhof bzw. Spielfeld-Straß verkehrt in Dreißig- bis Sechzig-Minuten-Intervallen, in der morgendlichen Hauptverkehrszeit sogar alle fünfzehn Minuten in Richtung Graz Hauptbahnhof.
Zwei Eurocity-Zugpaare verbinden Leibnitz mit Wien, Zagreb und Ljubljana.
| Linie                       | Linienverlauf                                                                                           | Unternehmen/EVU                  |
| --------------------------- | --- | -------------------------------- |
| S-Bahn Steiermark           | Graz Hauptbahnhof – Leibnitz – Spielfeld Strass                                                         | ÖBB                              |
| Regional-Express#Österreich | Graz Hauptbahnhof – Leibnitz – Spielfeld Strass (– Bad Radkersburg)                                     | ÖBB                              |
| EC 150/151                  | Wien Hauptbahnhof – Graz Hauptbahnhof – Leibnitz – Spielfeld Strass – Maribor – Ljubljana               | ÖBB / Slovenske železnice        |
| EC 158/159                  | Wien Hauptbahnhof – Graz Hauptbahnhof – Leibnitz – Spielfeld Strass – Maribor – Celje – Dobova – Zagreb | ÖBB / Slovenske železnice / HŽPP |
| 600                         | Graz – Kalsdorf bei Graz – Werndorf – Wildon – Kaindorf – Leibnitz ( – Straß in Steiermark)             | ÖBB Postbus                      |
| 604                         | Leibnitz – Ehrenhausen – Straß in Steiermark                                                            | ÖBB Postbus                      |
| 605                         | Leibnitz – Kaindorf – Arnfels – Langegg                                                                 | ÖBB Postbus                      |
| 606                         | Leibnitz – Kaindorf – Hollerbach – Gleinstätten – Gasselsdorf – Wies Eibiswald                          | Graz-Köflacher Bahn              |
| 607                         | Leibnitz – Kitzeck – Höch Orell                                                                         | Schliefsteiner Reisen            |
| 608                         | Leibnitz – Seggauberg – Schönegg bei Seggauberg – Altenmarkt bei Leibnitz                               | Schliefsteiner Reisen            |
| 613                         | Leibnitz – Gralla – Hasendorf – Leibnitz                                                                | ÖBB Postbus                      |
| 614                         | Leibnitz – Kaindorf an der Sulm – Tillmitsch – Leibnitz                                                 | ÖBB Postbus                      |
| 615                         | Leibnitz – Wagna – Leitring – Leibnitz                                                                  | ÖBB Postbus                      |
| 616                         | Leibnitz – Hasendorf – Gralla – Tillmitsch – Kaindorf an der Sulm – Leibnitz                            | ÖBB Postbus                      |
| 619                         | Leibnitz – Wagna – Ehrenhausen ( – Berghausen)                                                          | Grünerbus                        |

## Galerie

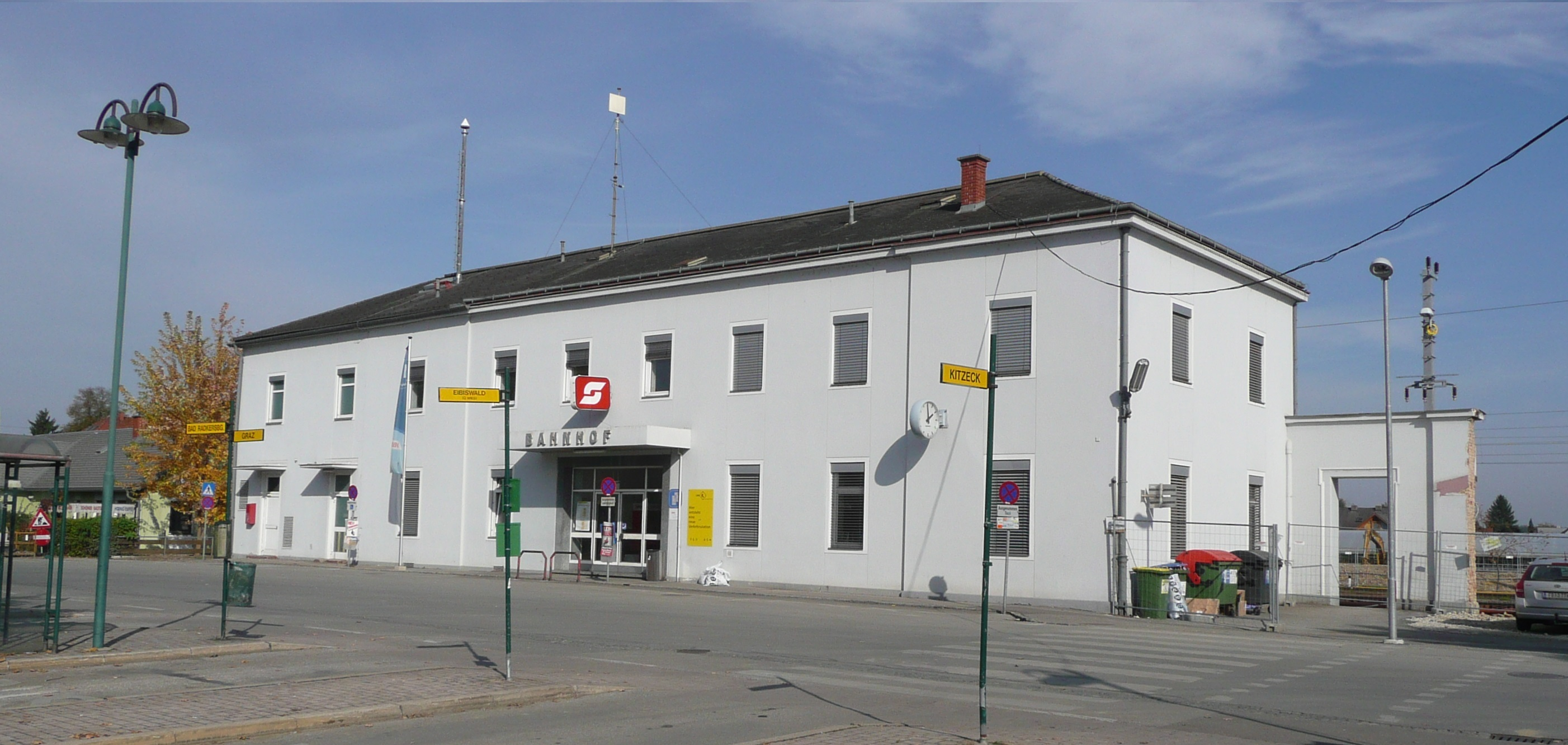
Altes Aufnahmsgebäude
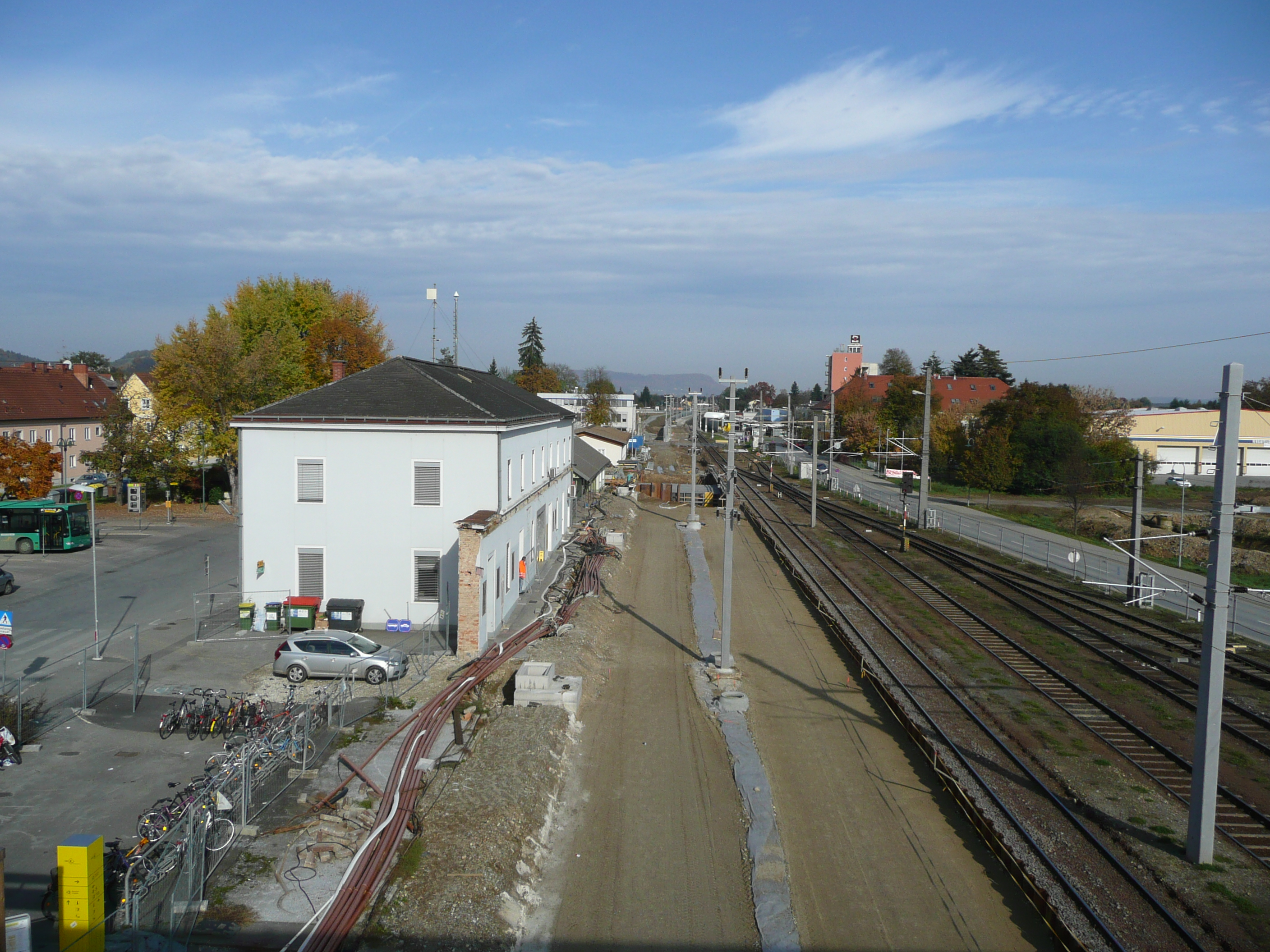
Südseite des alten Aufnahmsgebäudes
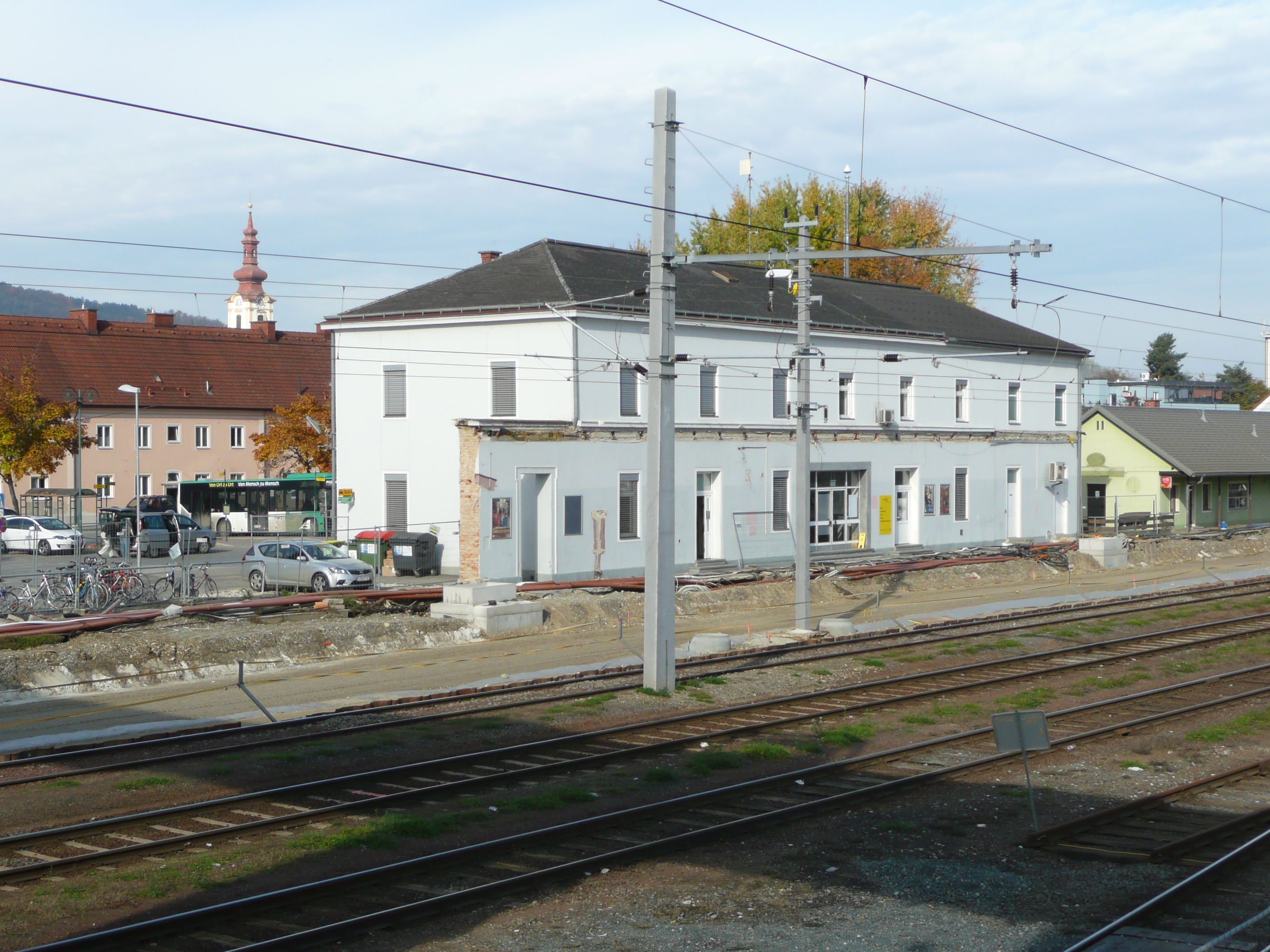
Ostseite im Oktober 2010
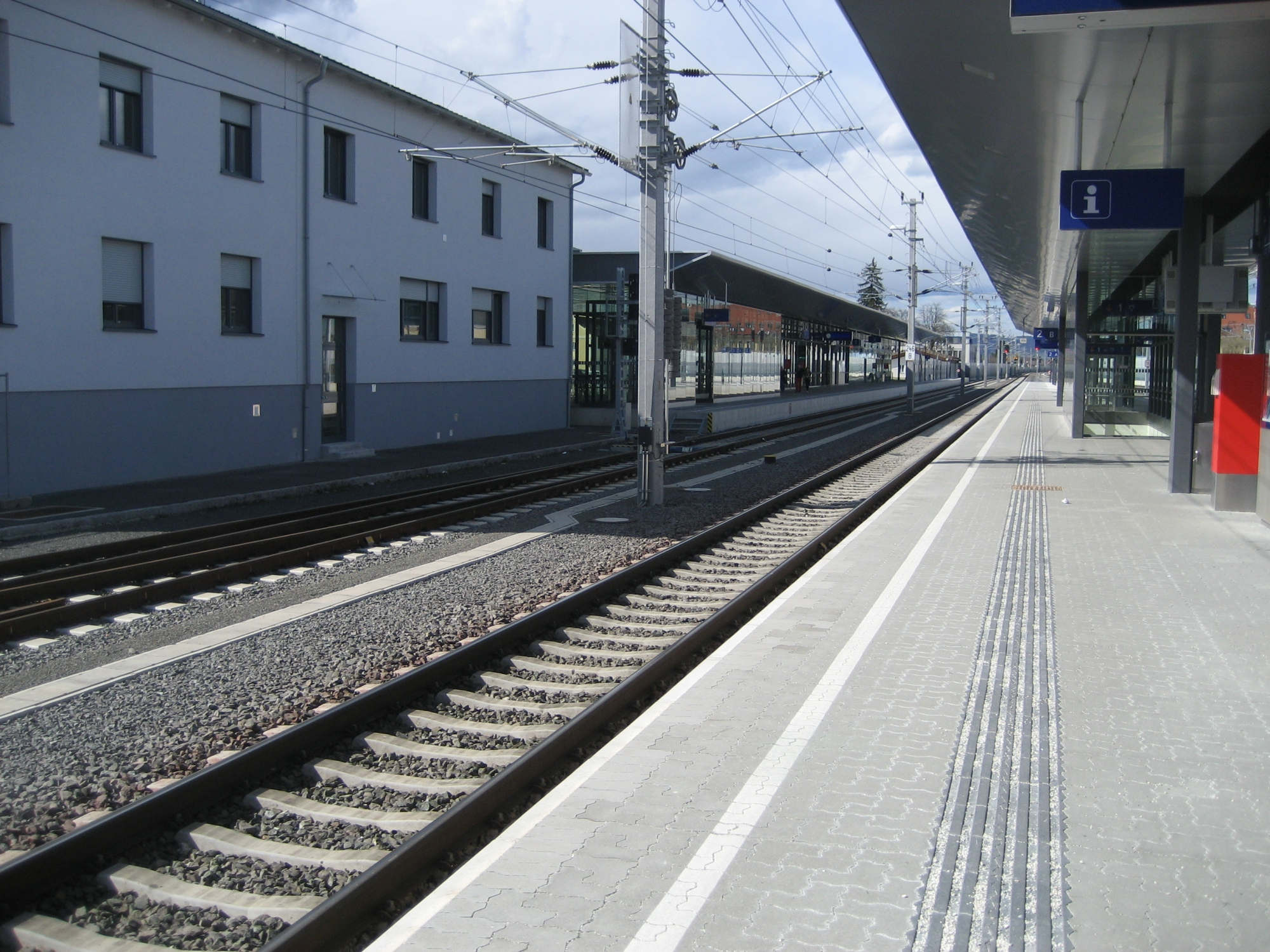
Bahnsteig 2 – Blick Richtung Graz
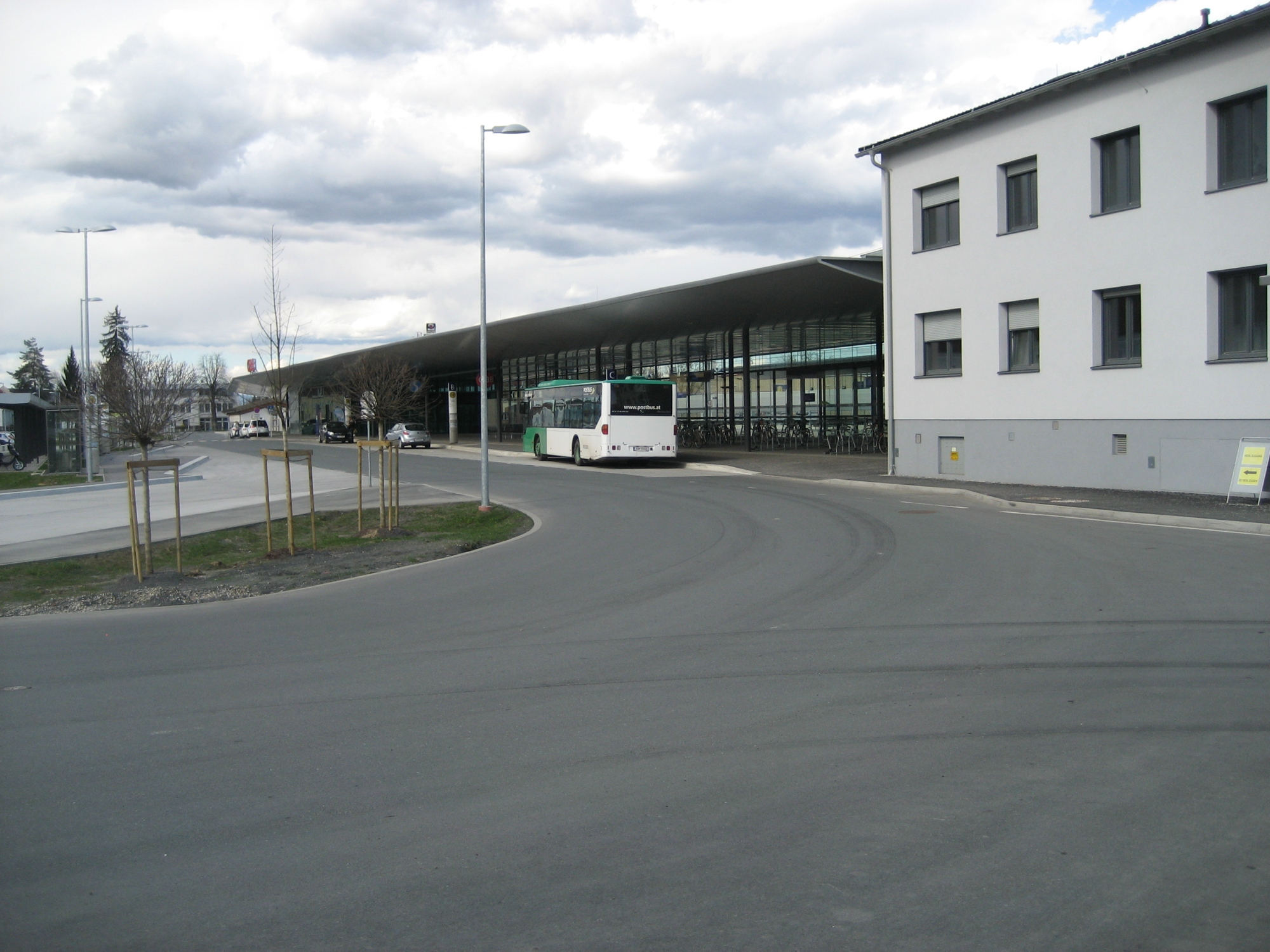
Bahnhofsvorplatz
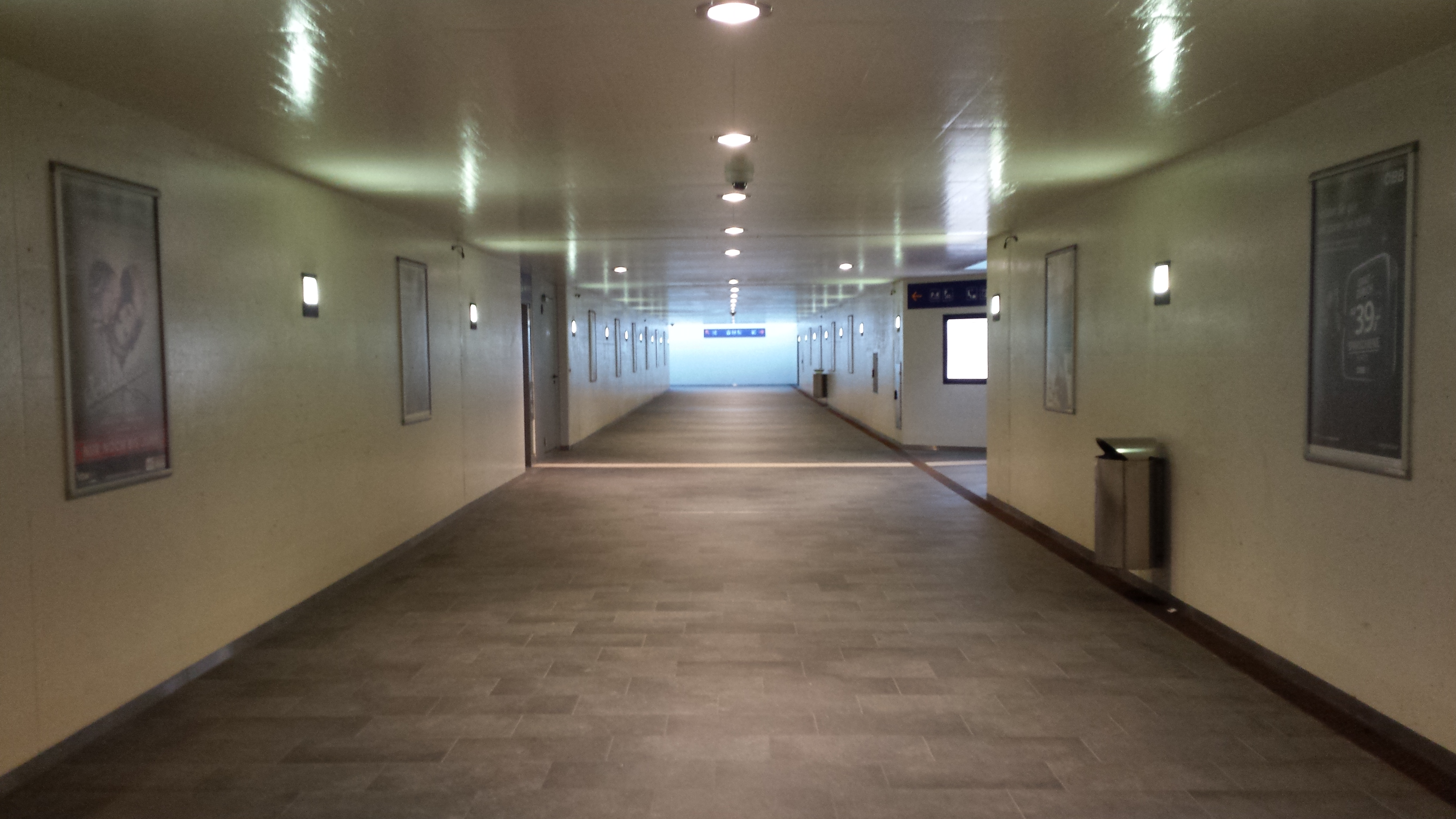
Unterführung Bahnhof Leibnitz
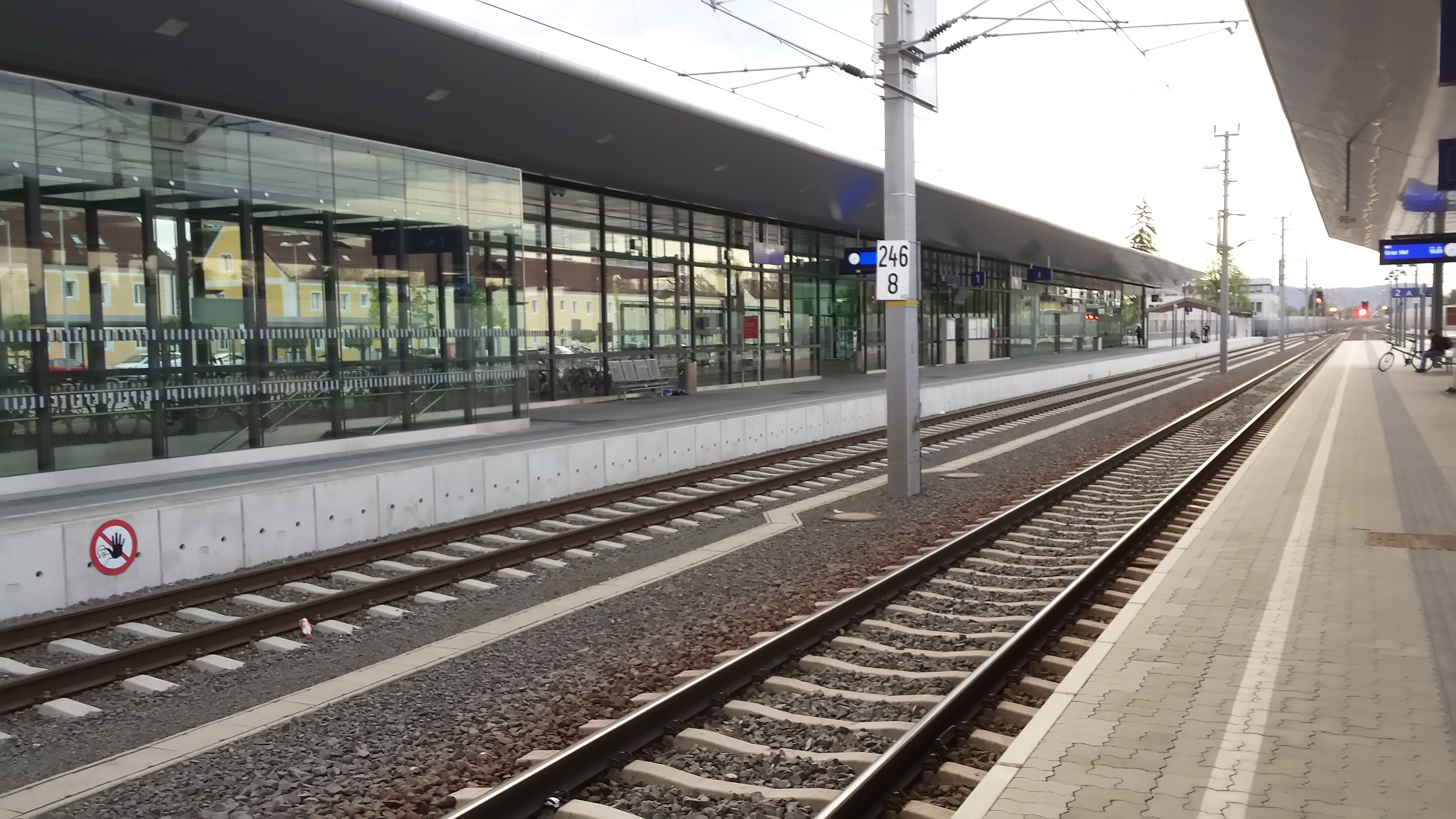
Hausbahnsteig (Gleis 1) vom Inselbahnsteig (Gleis 2 u. 3) aus gesehen.
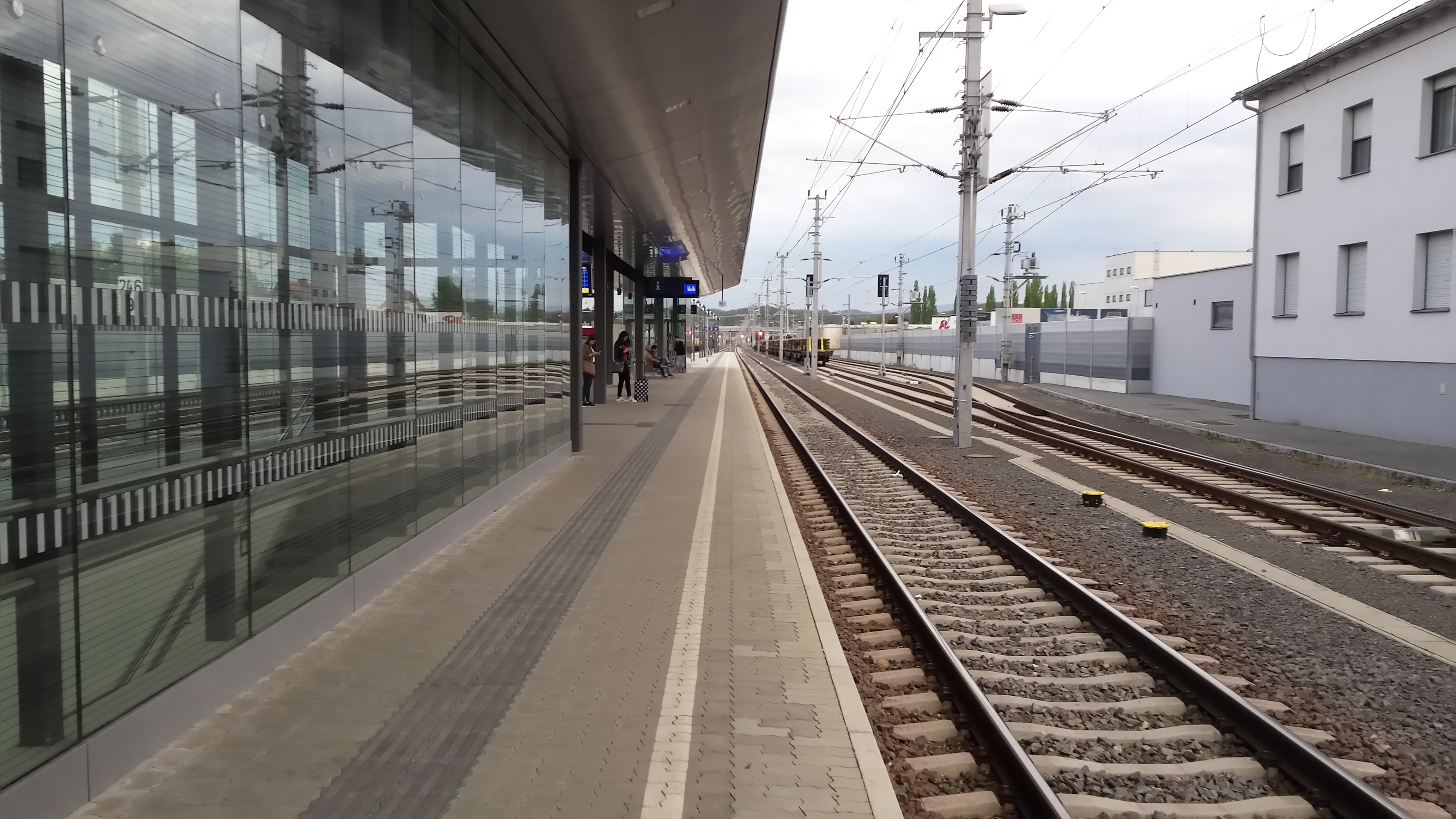
Bahnsteig 2, Blickrichtung Spielfeld